# Steven Best
Steven Best (Chicago, dicembre 1955) è un filosofo, scrittore, docente, attivista e oratore statunitense, sostenitore dei diritti animali. È autore di tredici libri e oltre duecento articoli e recensioni.

## Biografia e formazione
Nato a Chicago nel dicembre 1955, dopo aver terminato il liceo ha svolto per alcuni anni lavori occasionali quali operaio in una fabbrica e camionista. Nel 1977 si è iscritto alla facoltà di cinema e teatro presso il College of DuPage di Glen Ellyn, dove ha ricevuto una laurea biennale nel 1979. In seguito ha studiato filosofia all'Università dell'Illinois di Urbana-Champaign, ottenendo un baccellierato in arti con lode nel 1983. Quattro anni più tardi ha conseguito un master presso l'Università di Chicago e nel 1989 viene ammesso all'Università del Texas di Austin, ricevendo un dottorato di ricerca nel 1993.

## Carriera accademica
Una volta completato il percorso universitario, ottiene poco tempo dopo la cattedra di filosofia e discipline umanistiche all'Università del Texas a El Paso, dove insegna tutt'ora venendo promosso professore associato nel 1999. Dal 2002 al 2005 ha anche ricoperto l'incarico di presidente del Dipartimento di Filosofia.
I suoi interessi accademici includono principalmente la filosofia continentale, il postmodernismo, l'estinzione delle specie, la sovrappopolazione umana, la crisi ecologica, la biotecnologia, le politiche di liberazione, il terrorismo, i mass media e la cultura, la globalizzazione, il dominio capitalista e l'etica ambientale ed è altrettanto noto per le sue concezioni post-strutturaliste di rivoluzione, a loro volta collocate in egual misura sui diritti degli animali e sulla liberazione totale.
Dagli inizi degli anni Novanta agli inizi degli anni Duemila ha collaborato con Douglas Kellner nella stesura di una trilogia di testi sulla teoria post-moderna e sugli studi culturali: Postmodern Theory: Critical Interrogations, The Postmodern Turn e The Postmodern Adventure: Science, Technology, and Cultural Studies at the Third Millennium. Nel 2001 ha co-fondato con Anthony J. Nocella II il Center on Animal Liberation Affairs (in seguito rinominato Institute for Critical Animal Studies alla fine di aprile 2007), un gruppo accademico-intersezionale che ha come obiettivo primario il promuovere la liberazione totale e lo smantellamento di tutti i rami del dominio, dell'oppressione e della gerarchia sociale. Nel 2004 ha curato, sempre con Nocella, il saggio Terrorists or Freedom Fighters? Reflections on the Liberation of Animals, con una prefazione di Ward Churchill, e nel 2006 il volume complementare Igniting a Revolution: Voices in Defense of the Earth, incentrato sull'ecologismo rivoluzionario. Nel 2010, assieme a Nocella e Peter McLaren, ha inoltre co-curato Academic Repression: Reflections from the Academic Industrial Complex.
Nel 2005 è stato definito dal The Chronicle of Higher Education "una delle principali voci sui diritti animali in campo accademico".
Ha persino scritto argomenti relativi alla cultura pop, tra cui articoli sul film RoboCop di Paul Verhoeven, sullo scrittore di fantascienza Herbert George Wells e sulla musica hip hop.

## Attivismo e pensiero
Vegano e acceso sostenitore della Democrazia Inclusiva (movimento fondato nel 1997 dal filosofo politico greco Takis Fotopoulos), Best ha co-fondato nel dicembre 2004 il North American Animal Liberation Press Office, che funge da ufficio stampa per un certo numero di gruppi animalisti, tra cui l'Animal Liberation Front, sebbene ha dichiarato di non essere affiliato a tale organizzazione.
È apertamente critico nei confronti di alcuni attivisti per i diritti animali che appoggiano una tipologia di pacifismo dogmatico da lui ritenuto "fondamentalista" e si oppongono a qualsiasi tipo di azione diretta militante, che includono diverse tattiche strategiche tra cui ricognizioni illegali, salvataggi e sabotaggi. Si riferisce ad essi come "francioniani", in riferimento al filosofo abolizionista Gary Francione, il quale ritiene di perseguire i diritti animali soltanto attraverso mezzi pacifici. Best afferma che l'attuale crisi ecologica "rende obsoleto il pacifismo fondamentalista".
Nel suo trattato del 2014 Liberazione totale, sostiene che l'azione diretta militante e l'"autodifesa estensionale" riducono la violenza, ritenendo l'idea che "la violenza porta sempre violenza" sia semplicemente un mito pacifista. Come esempio di "autodifesa estensionale" cita l'utilizzo di truppe armate da parte di alcuni governi africani per salvaguardare la fauna selvatica minacciata di estinzione dal bracconaggio, affermando che "i pacifisti non possono fermare i bracconieri, ma i proiettili sì e mentre molte misure devono essere previste per proteggere le specie in pericolo, in questo momento soldati e fucili sono la migliore protezione che elefanti e rinoceronti possano avere contro i bracconieri assassini". Best mette tuttavia in guardia dal romanticizzare la violenza e afferma la possibilità nell'utilizzare una varietà di tattiche di forza a seconda della situazione, riferendosi ad essa come una posizione contestualista:
Ha fornito una spiegazione per la disobbedienza civile nel suo saggio online Beyond Animal Liberation. Nel 2012 è anche apparso nel finale del documentario antispecista The Superior Human?, in cui dichiara, durante una conferenza organizzata a Maribor (Slovenia) il 30 settembre 2011, perché gli esseri umani continuano a sostenere lo specismo anche se non è scientifico.

## Divieto di ingresso nel Regno Unito
Nel 2005 Best è finito per essere al centro dell'interesse mediatico quando ha pianificato di prendere parte a una manifestazione per celebrare la chiusura – a seguito delle continue proteste animaliste – della Newchurch Farm, dove venivano allevati porcellini d'India a scopo di ricerca scientifica. L'allora Ministro degli Interni britannico Charles Clarke ha dichiarato che si sarebbe affidato alle nuove norme che impediscono l'ingresso nel Regno Unito a chiunque "fomenti, giustifichi o glorifichi la violenza terroristica in nome di particolari convinzioni; cerchi di incitare altri ad atti terroristici; fomenti altre attività criminali gravi o cerchi di incitare altri ad atti criminali gravi". In una lettera a Best datata 24 agosto 2005, Clarke ha riportato un commento del filosofo citato dal Daily Telegraph: "Non siamo terroristi, ma una minaccia. Siamo una minaccia sia economicamente che filosoficamente. Il nostro potere non risiede nel diritto di voto, ma nel potere di fermare la produzione. Violeremo la legge e distruggeremo le proprietà sino a quando non vinceremo". Si sostiene inoltre che Best abbia affermato che il movimento di liberazione animale non aveva intenzione di "riformare" i vivisettori, ma piuttosto "cancellarli dalla faccia della Terra".
La lettera di Clarke affermava che: "Nell'esprimere tali opinioni, si ritiene che stiate fomentando e giustificando la violenza terroristica e tentando di incitare altri ad atti terroristici, fomentando ulteriori attività criminali gravi e cercando di stimolare altri a gravi atti criminali". La lettera era datata lo stesso giorno in cui l'Ufficio dell'Interno ha pubblicato il proprio elenco aggiornato di comportamenti che causerà il divieto di ingresso nel paese. In base all'elenco, le persone che scrivono, parlano, gestiscono un sito web o utilizzano la loro posizione di insegnanti per esprimere opinioni che "fomentano, giustificano o glorificano la violenza a sostegno di particolari convinzioni" saranno sottoposte alla messa al bando o all'espulsione. Il governo britannico ha definito le nuove misure come parte del "lavoro continuo per contrastare il terrorismo e l'estremismo". Best ha affermato di non essere sorpreso dal veto di ingresso, dichiarando al The Chronicle of Higher Education che: "Era solo questione di tempo, specialmente dopo gli attentati di Londra del 7 luglio 2005. Il clima in Gran Bretagna è assolutamente incredibile. È davvero fascista. Sta diventando uno Stato di polizia."